# Jimmy Bulus
Jimmy Bulus (Kaduna, 22 ottobre 1986) è un ex calciatore nigerino, di ruolo centrocampista.

## Carriera

### Club
Ha giocato in più occasioni nel NA Hussein Dey, squadra della massima serie algerina; dal 2012 gioca in Burkina Faso.

### Nazionale
Ha fatto parte della nazionale del suo Paese dal 2003 al 2012, giocandovi complessivamente 8 partite; ha preso parte alla Coppa d'Africa 2012, nella quale è sceso in campo in 3 occasioni senza mai segnare.

## Palmarès

### Club

#### Competizioni nazionali
- Campionato del Burkina Faso: 3

ASFA-Yennenga: 2004, 2006, 2013
- Coppa del Burkina Faso: 1

ASFA-Yennenga: 2013